# Fırıldak Ailesi
Fırıldak Ailesi är en turkisk tecknad TV-serie skapad av Varol Yaşaroğlu. Serien visas på Star TV som är en av Turkiets fem stora privata TV-kanaler och den äldsta privata TV-kanalen i Turkiet.

## Karaktärer
Familjen Fırıldak
- Sabri Fırıldak (röst: Bülent Kayabaş)
- Yıldız Fırıldak (röst: Demet Akbağ)
- Afet Fırıldak (röst: Tülay Köneçoğlu)
- Zeki Fırıldak (röst: Keremcan Köse)
- Tosun Fırıldak (röst: Oya Küçümen)

Övriga
- Dürdane Çektir (röst: Tülay Bursa)

## Säsonger
| Säsong | Säsong | Avsnitt | Första sändning  | Första sändning |
| ------ | ------ | ------- | ---------------- | --------------- |
|        | 1      |         | 11 februari 2013 |                 |